# 필통

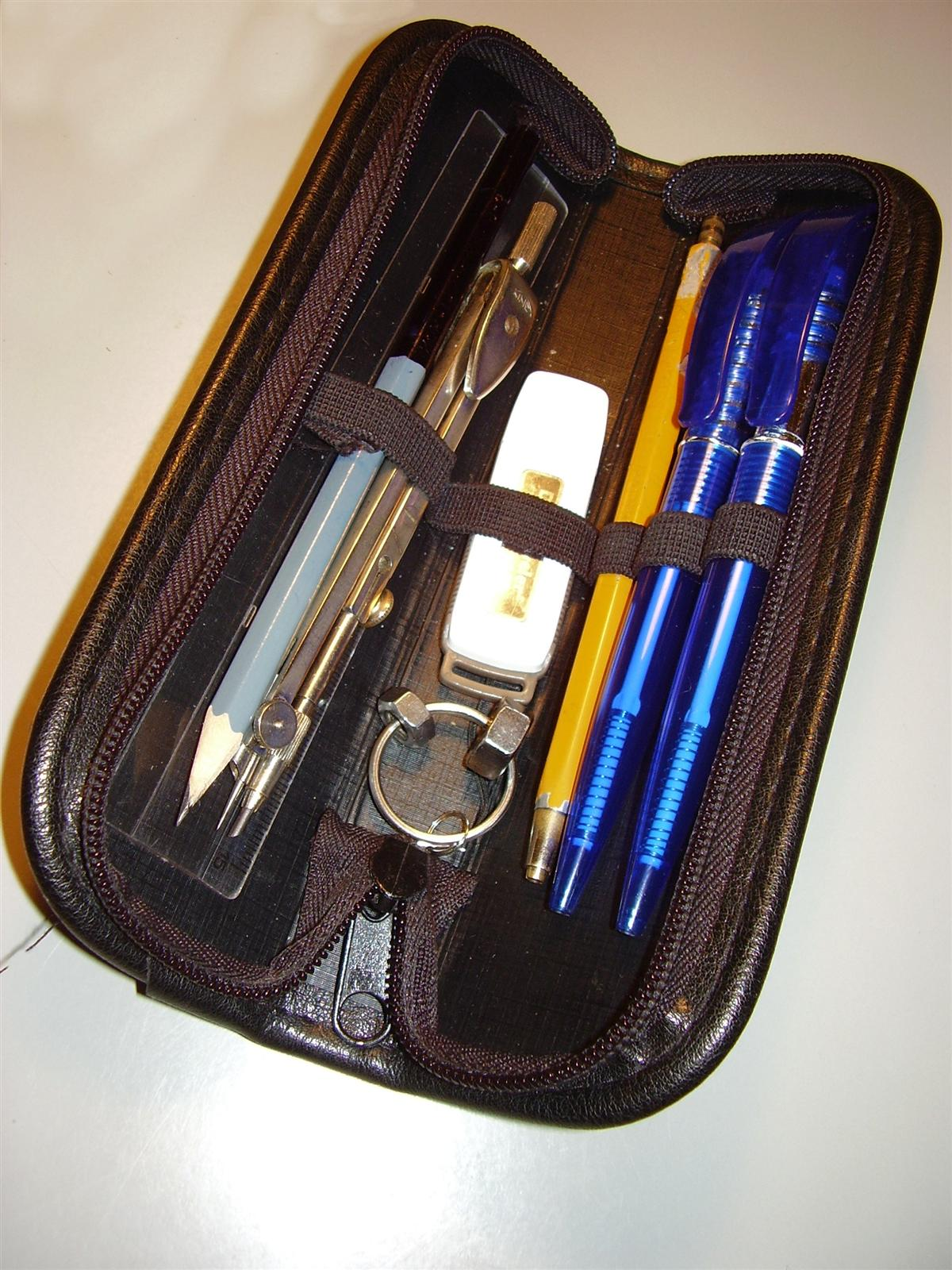
필통의 모습.

필통(筆筒) 또는 필갑(筆匣)은 연필 따위를 보관하는 상자 모양의 물건이다. 필기구를 꽂아두는 통을 의미하기도 한다. 필통은 연필깎이, 펜, 지우개, 스테이플러, 계산기와 같은 각종 문구류를 담을 수 있다.
필통은 보통 딱딱하거나 부드러운 플라스틱으로 만든다. 부드러운 필통은 지퍼가 달린 것이 보통이다. 일부 지역에서는 학생들이 투명한 필통을 갖고 다니어야 한다는 가이드라인이 있는데, 이는 부정행위의 목적으로 종이를 숨기는 일을 막기 위함이다.
초기의 필통은 둥글거나 원통 모양이었다. 일부 초기 필통은 벽옥(1860년)이나 백금 (1874년)으로 꾸미기도 했다.

## 같이 보기
- 연필
- 지우개
- 자
- 펜